# Gérard D. Levesque
Pour les articles homonymes, voir Lévesque.
Gérard D. Levesque, né le 2 mai 1926 à Port-Daniel et mort le 17 novembre 1993 à Québec, est un avocat, homme d'affaires et homme politique québécois. Avant François Gendron, il a détenu le record du plus long mandat de député au Québec soit 37 ans et 5 mois pendant longtemps.

## Biographie
Il est né Gérard Dea (prononcé « D ») à Port-Daniel le 2 mai 1926. À la mort de sa mère (Estelle Litalien), la sœur de son père, Irène Dea, et son mari, Joseph-Edmond Levesque, homme d'affaires, devinrent ses parents.
Il étudie au séminaire de Gaspé, au Collège Jean-de-Brébeuf, à l'Université de Montréal et à l'Université McGill, où il obtient son diplôme de droit. Il est admis au Barreau du Québec en 1949.
Il est député libéral de Bonaventure de 1956 jusqu'à son décès, ayant été élu à neuf reprises, en 1960, 1962, 1966, 1970, 1973, 1976, 1981, 1985 et 1989.
Dans le Gouvernement Jean Lesage, il est ministre de la Chasse et des Pêcheries, puis ministre de l'Industrie et du Commerce.
Dans le premier gouvernement de Robert Bourassa, il est notamment ministre de l'Industrie, puis le ministre de la Justice.
Gérard D. Levesque devient le chef de l'opposition officielle lorsque René Lévesque est porté au pouvoir le 15 novembre 1976. Il dirige ensuite le Parti libéral du Québec en 1982 et en 1983.
Lorsque Bourassa revient au pouvoir en 1985, il est ministre des Finances pendant presque 8 ans. Il meurt à Québec, en fonction, le 17 novembre 1993 à l'âge de 67 ans.
Il a épousé Denyse Lefort née à Montréal le 10 janvier 1928. Il est père de Robert, André, Suzanne, Bertrand et Marie-Christine.

## Honneur
Demeurant à Paspébiac, en Gaspésie durant sa vie politique, on a donné le nom de « boulevard Gerard D. Levesque » à la portion de la route 132 qui traverse le village.48° 01′ 49″ N, 65° 14′ 15″ O

## Source
- Le fonds d’archives de Gerard D. Levesque est conservé au centre d’archives de Québec de  Bibliothèque et Archives nationales du Québec[2].